# Mirsad Bektić
Mirsad Bektic (Srebrenica, 16 de fevereiro de 1991) é um lutador bósnio de artes marciais mistas, que atualmente compete no peso-pena do Ultimate Fighting Championship.

## Carreira no MMA
Bektic começou sua carreira amadora no MMA em 2009, e após vencer todas as suas lutas, estreou no MMA profissional em 2011 contra Shane Hutchinson, que ele derrotou por finalização no primeiro round. Ele ainda fez algumas lutas em eventos menores como Victory Fighting Championship, Resurrection Fighting Alliance e Titan Fighting Championship antes de entrar para o UFC.

### Ultimate Fighting Championship
Bektic fez sua estréia no UFC contra Chas Skelly em 19 de Abril de 2014 no UFC on Fox: Werdum vs. Browne. Ele venceu a luta por decisão majoritária.
A luta seguinte de Bektic na organização seria contra Ernest Chavez em 23 de Agosto de 2014 no UFC Fight Night: Henderson vs. dos Anjos, porém, Chavez se lesionou e foi substituído por Max Holloway. No entanto, Bektic também se lesionou e foi substituído por Clay Collard.
A segunda aparição de Bektic no UFC seria contra Alan Omer em 24 de Janeiro de 2015 no UFC on Fox: Gustafsson vs. Johnson, no entanto, Omer se lesionou duas semanas antes do evento e foi substituído pelo estreante no UFC Paul Redmond. Ele venceu a luta por decisão unânime, após uma performance dominante.
Bektic era esperado para enfrentar o brasileiro invicto Renato Carneiro em 30 de Maio de 2015 no UFC Fight Night: Condit vs. Alves. No entanto, Carneiro se lesionou e foi substituído por Lucas Martins. Bektic venceu a luta por nocaute técnico.
Kektic agora é esperado para enfrentar o veterano do Pride Tatsuya Kawajiri em 11 de Dezembro de 2015 no The Ultimate Fighter 22 Finale.

## Cartel no MMA
| Cartel no MMA   |             |            |
| 17 lutas        | 13 vitórias | 4 derrotas |
| Por nocaute     | 6           | 2          |
| Por finalização | 3           | 1          |
| Por decisão     | 4           | 1          |

| Res.    | Cartel | Oponente         | Método                            | Evento                                 | Data       | Round | Tempo | Local                        | Notas           |
| ------- | ------ | ---------------- | --------------------------------- | -------------------------------------- | ---------- | ----- | ----- | ---------------------------- | --------------- |
| Derrota | 13-4   | Damon Jackson    | Finalização (guilhotina)          | UFC Fight Night: Covington vs. Woodley | 19/09/2020 | 3     | 1:21  | Las Vegas, Nevada            |                 |
| Derrota | 13-3   | Dan Ige          | Decisão (dividida)                | UFC 247: Jones vs. Reyes               | 08/02/2020 | 3     | 5:00  | Houston, Texas               |                 |
| Derrota | 13-2   | Josh Emmett      | Nocaute Técnico (socos)           | UFC Fight Night: de Randamie vs. Ladd  | 13/07/2019 | 1     | 4:25  | Sacramento, Califórnia       |                 |
| Vitória | 13-1   | Ricardo Lamas    | Decisão (dividida)                | UFC 225: Whittaker vs. Romero II       | 09/06/2018 | 3     | 5:00  | Chicago, Illinois            |                 |
| Vitória | 12-1   | Godofredo Pepey  | Nocaute Técnico (soco no corpo)   | UFC on Fox: Jacaré vs. Brunson II      | 27/01/2018 | 1     | 2:47  | Charlotte, Carolina do Norte |                 |
| Derrota | 11-1   | Darren Elkins    | Nocaute (socos e chute na cabeça) | UFC 209: Woodley vs. Thompson II       | 04/03/2017 | 3     | 3:19  | Las Vegas, Nevada            |                 |
| Vitória | 11-0   | Russell Doane    | Finalização (mata leão)           | UFC 204: Bisping vs. Henderson II      | 08/10/2016 | 1     | 4:25  | Manchester                   |                 |
| Vitória | 10-0   | Lucas Martins    | Nocaute Técnico (socos)           | UFC Fight Night: Condit vs. Alves      | 30/05/2015 | 2     | 0:30  | Goiânia                      |                 |
| Vitória | 9-0    | Paul Redmond     | Decisão (unânime)                 | UFC on Fox: Gustafsson vs. Johnson     | 24/01/2015 | 3     | 5:00  | Estocolmo                    |                 |
| Vitória | 8-0    | Chas Skelly      | Decisão (majoritária)             | UFC on Fox: Werdum vs. Browne          | 19/04/2014 | 3     | 5:00  | Orlando, Florida             | Estreia no UFC. |
| Vitória | 7-0    | Joe Pearson      | Nocaute Técnico (socos)           | VFC 41                                 | 14/12/2013 | 1     | 1:32  | Ralston, Nebraska            |                 |
| Vitória | 6-0    | Nick Macias      | Nocaute Técnico (socos)           | RFA 7: Thatch vs. Rhodes               | 22/03/2013 | 1     | 1:57  | Broomfield, Colorado         |                 |
| Vitória | 5-0    | Doug Jenkins     | Decisão (unânime)                 | RFA 5: Downing vs. Rinaldi             | 30/11/2012 | 3     | 5:00  | Kearney, Nebraska            |                 |
| Vitória | 4-0    | Willie Mack      | Nocaute Técnico (socos)           | Titan FC 22: Johnson vs. Branch        | 25/05/2013 | 2     | 0:27  | Kansas City, Kansas          |                 |
| Vitória | 3-0    | Cody Carrillo    | Finalização (mata leão)           | Titan FC 21: Santiago vs. Pecanha      | 02/03/2012 | 3     | 3:12  | Kansas City, Kansas          |                 |
| Vitória | 2-0    | Derek Rhoads     | Nocaute Técnico (socos)           | VFC 36                                 | 14/10/2011 | 1     | 1:31  | Council Bluffs, Iowa         |                 |
| Vitória | 1-0    | Shane Hutchinson | Finalização (socos)               | VFC 35                                 | 30/07/2011 | 1     | 0:31  | Council Bluffs, Iowa         |                 |